# Siamo quelli di Beverly Hills
Siamo quelli di Beverly Hills (Beverly Hills Teens) è una serie televisiva a cartoni animati prodotta nel 1987 da DIC Animation per un totale di 65 episodi andati in onda in Italia a partire dal 1988.
La sigla italiana dal titolo Siamo quelli di Beverly Hills, è stata cantata da Cristina D'Avena. Esiste anche un'altra sigla italiana del cartone, montata sulla base e la traduzione dell'intro originale statunitense, che però venne usata solo per la sua replica sulla defunta Fox Kids; essa fu cantata da Anna Tuveri.

## Trama
La serie racconta le divertenti avventure di un gruppo di adolescenti benestanti che vivono appunto nella zona ricca di Los Angeles. Tra avventure amorose, giri in Ferrari, gite in barca e giornate dedicate allo shopping più sfrenato, si svolgono le vite di questi giovani viziati a cui niente o quasi è proibito. A Beverly Hills è possibile incontrare Roy l'idolo delle ragazze, Campione lo sportivo amante del surf, Bianca la snob, Laura la bella del gruppo, Betty l'amazzone, gli amanti del rock Jett e Gig, Microchip il genio.

## Personaggi
- Laura Tanner
- Roy Jeffries
- Bianca Duprèe
- Guglielmo Brentwood
- Campione Radley
- Betty Summers
- Shanelle Spencer
- Pierre Thorndyke
- Nikki Darling
- Microchip McTech
- Passo e Chiudo McTech
- Rossella Bell
- Gig
- Jett
- Fifi
- Buck Huckster

## Doppiaggio
Il doppiaggio italiano della serie è stato eseguito presso lo studio Deneb Film di Milano sotto la direzione di Donatella Fanfani.
| Personaggi     | Voce originale      | Voce italiana        |
| -------------- | ------------------- | -------------------- |
| Laura          | Mary Long           | Irene Scalzo         |
| Roy            | Jonathan Potts      | Felice Invernici     |
| Bianca         | Terry Hawkes        | Paola Tovaglia       |
| Guglielmo      | Michael Beattie     | Massimiliano Lotti   |
| Pierre         | Stephen McMulkin    | Gabriele Calindri    |
| Microchip      | Joanna Schellenberg | Paola Tovaglia       |
| Campione       | Hadley Kay          | Stefano Dondi        |
| Passo e Chiudo | Joanna Schellenberg | Debora Magnaghi      |
| Betty          | Tracey Moore        | Manuela Scaglione    |
| Shanelle       | Michelle St. John   | Roberta Federici     |
| Nikki          | Corrine Koslo       | Donatella Fanfani    |
| Rossella       | Karen Bernstein     | Patrizia Salmoiraghi |
| Gig            | Mark Saunders       | Luca Semeraro        |
| Jett           | Karen Bernstein     | Paola Messina        |

## Episodi
| nº | Titolo originale                     | Titolo italiano              | Prima TV USA      | Prima TV Italia |
| -- | ------------------------------------ | ---------------------------- | ----------------- | --------------- |
| 1  | Double-Surfing Double-Cross          | Surf a coppie                | 21 settembre 1987 |                 |
| 2  | The Dog Ate My Homework              | Il ballo di mezzanotte       | 22 settembre 1987 |                 |
| 3  | The Makeover                         | Il trattamento di bellezza   | 23 settembre 1987 |                 |
| 4  | My Fair Wilshire                     | Mio prode Guglielmo          | 24 settembre 1987 |                 |
| 5  | Robot Romance                        | Amore robotico               | 25 settembre 1987 |                 |
| 6  | Casting Call                         | Le audizioni                 | 28 settembre 1987 |                 |
| 7  | Down & Out in the Teenclub           | Ricchi... ma al verde        | 29 settembre 1987 |                 |
| 8  | Chase of a Lifetime                  | Caccia grossa                | 30 settembre 1987 |                 |
| 9  | Downhill Racer                       | Discesa libera               | 1º ottobre 1987   |                 |
| 10 | Radley Wipes Out                     |                              | 2 ottobre 1987    |                 |
| 11 | Shipwrecked                          | I naufraghi                  | 5 ottobre 1987    |                 |
| 12 | Halloween in the Hills               |                              | 6 ottobre 1987    |                 |
| 13 | Visit from a Prince                  |                              | 7 ottobre 1987    |                 |
| 14 | Camp Camping                         |                              | 8 ottobre 1987    |                 |
| 15 | Dream Date                           | La ragazza dei sogni         | 9 ottobre 1987    |                 |
| 16 | A Time to Remember                   |                              | 12 ottobre 1987   |                 |
| 17 | The Perfect Gift                     |                              | 13 ottobre 1987   |                 |
| 18 | Chester the Matchmaker               |                              | 14 ottobre 1987   |                 |
| 19 | Who Wears the Pants?                 |                              | 15 ottobre 1987   |                 |
| 20 | Open for Business                    |                              | 16 ottobre 1987   |                 |
| 21 | Operation: Soap Opera                |                              | 19 ottobre 1987   |                 |
| 22 | Teenclub Carnival                    | Luna Park benefico           | 20 ottobre 1987   |                 |
| 23 | Potions of Love                      | Il filtro d'amore            | 21 ottobre 1987   |                 |
| 24 | The Teen Cup                         | La regata                    | 22 ottobre 1987   |                 |
| 25 | Ghost Story                          | Storie di fantasmi           | 23 ottobre 1987   |                 |
| 26 | Fairy Tale Flake Out                 | C'era una volta              | 26 ottobre 1987   |                 |
| 27 | Nothing But Gossip                   | Pettegolezzi a tutto spiano  | 27 ottobre 1987   |                 |
| 28 | Now We're Cooking                    | In grara culinaria           | 28 ottobre 1987   |                 |
| 29 | Old at Heart                         |                              | 29 ottobre 1987   |                 |
| 30 | Death Valley 500                     | La staffetta                 | 30 ottobre 1987   |                 |
| 31 | Star Split                           | Divorzio musicale            | 2 novembre 1987   |                 |
| 32 | Double Your Trouble                  | Il doppiogioco               | 3 novembre 1987   |                 |
| 33 | Take My Hostage, Please!             |                              | 4 novembre 1987   |                 |
| 34 | Trouble Times Three                  | Guai per tre                 | 5 novembre 1987   |                 |
| 35 | Bianca's Dream                       |                              | 6 novembre 1987   |                 |
| 36 | Pierce's Hundred Dollars             | I cento dollari di Pierre    | 9 novembre 1987   |                 |
| 37 | Look Deep Into My Eyes               | A me gli occhi               | 10 novembre 1987  |                 |
| 38 | The Commercial                       | La pubblicità                | 11 novembre 1987  |                 |
| 39 | Hold the Anchovies                   |                              | 12 novembre 1987  |                 |
| 40 | From Rad to Worse                    | Campione, sei tu?            | 13 novembre 1987  |                 |
| 41 | Scene Stealer                        |                              | 16 novembre 1987  |                 |
| 42 | A Splitting Image                    | Doppia personalità           | 17 novembre 1987  |                 |
| 43 | Diet, Please                         |                              | 18 novembre 1987  |                 |
| 44 | Jillian's Lesson                     | La lezione di Jillian        | 19 novembre 1987  |                 |
| 45 | What the Hex Happening?              |                              | 20 novembre 1987  |                 |
| 46 | Don't Judge a Book by Its Cover Girl | La ragazza copertina         | 23 novembre 1987  |                 |
| 47 | Private Club - Ghosts Only           | Club riservato ai fantasmi   | 24 novembre 1987  |                 |
| 48 | Poll Climbers                        | Le lezioni                   | 25 novembre 1987  |                 |
| 49 | Rampage                              | Furore da circo              | 26 novembre 1987  |                 |
| 50 | That Winning Smile                   | Quel sorriso smagliante      | 27 novembre 1987  |                 |
| 51 | Eye of the Tigress                   | Microchip sei tutti noi      | 30 novembre 1987  |                 |
| 52 | Take Me Out to the Ball Game         | Baseball per tutti           | 1º dicembre 1987  |                 |
| 53 | The Slumber Party                    | Il pigiama party             | 2 dicembre 1987   |                 |
| 54 | Roughing It                          | Vita spartana                | 3 dicembre 1987   |                 |
| 55 | The Buck Stops Here                  | Bellezze al naturale         | 4 dicembre 1987   |                 |
| 56 | The Kindest Cut of All               | Quando è troppo è troppo     | 7 dicembre 1987   |                 |
| 57 | Bianca's Diary                       | Il diario di Bianca          | 8 dicembre 1987   |                 |
| 58 | Go with the Flu                      |                              | 9 dicembre 1987   |                 |
| 59 | Nikki's Big Break                    | Le grandi occasioni di Nikki | 10 dicembre 1987  |                 |
| 60 | McTech, P.I.                         |                              | 11 dicembre 1987  |                 |
| 61 | The Tortoise and the Dare            |                              | 14 dicembre 1987  |                 |
| 62 | Greens with Envy                     |                              | 15 dicembre 1987  |                 |
| 63 | Troy Triathlon                       |                              | 16 dicembre 1987  |                 |
| 64 | Miracle at the Teen Club (Part 1)    |                              | 17 dicembre 1987  |                 |
| 65 | Miracle at the Teen Club (Part 2)    |                              | 18 dicembre 1987  |                 |